# كأس ملك إسبانيا 1948–49
كأس ملك إسبانيا 1948–49 (بالإسبانية: Copa del Generalísimo de fútbol 1948-49)‏ هو الموسم 45 من كأس ملك إسبانيا. أشرف على تنظيمه الاتحاد الملكي الإسباني لكرة القدم، وكان عدد الأندية المشاركة فيه 112، وفاز فيه نادي فالنسيا.